# Natalia Rodríguez (attrice)
Natalia Rodríguez Arroyo (Madrid, 7 maggio 1992) è un'attrice spagnola.

## Biografia
Natalia Rodríguez Arroyo è nata il 7 maggio 1992 a Madrid. Ha studiato per quattro anni nel centro drammatico di "Las Rozas".

## Filmografia

### Televisione
- La pecera de Eva - serie TV (2009)
- El pacto - serie TV (2010)
- Los protegidos - serie TV (2012)
- Tormenta - serie TV (2013)
- La que se avecina - serie TV (2014)
- Isabel - serie TV (2014)
- Per sempre (Amar es para siempre) - telenovela (2015-2017)
- Lana, fashion blogger (Yo siquiera) - serie TV (2015-2017)
- Traición - serie TV (2017-2018)
- El punto frío - serie TV (2018)
- Hospital Valle Norte - serie TV (2019)
- La sala - serie TV (2019)
- Alto mare (Alta mar) - serie TV (2019-2020)
- Servir y proteger - serie TV (2021-in corso)